# Biblioteca Catalana

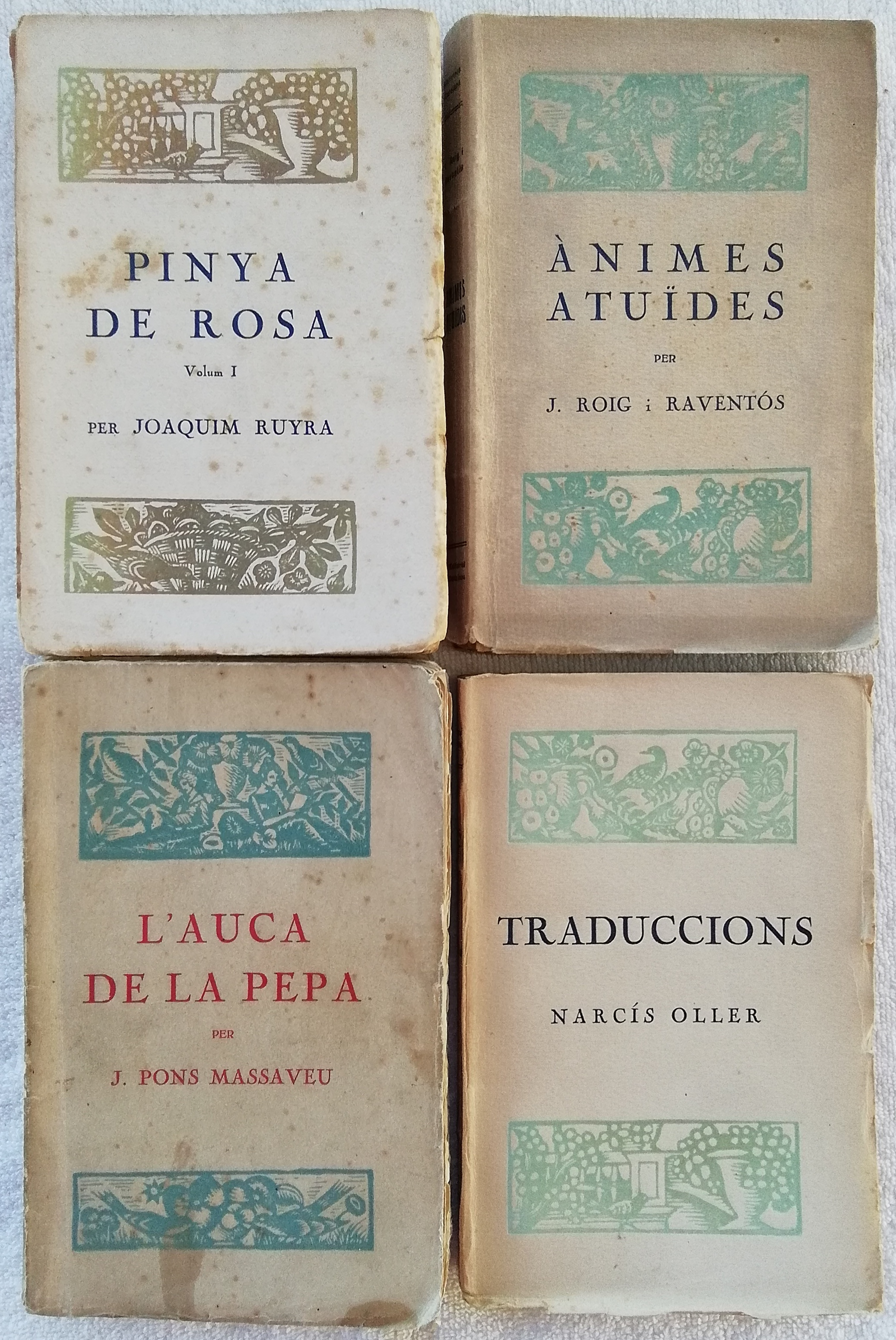
Mostra d'exemplars de la col·lecció Biblioteca Catalana, d'entre els anys 1919 i 1921

La Biblioteca Catalana és una col·lecció de llibres publicats per l'Editorial Catalana entre el 1919 i el 1921, dedicada a la publicació d'obres de creació literària d'autors catalans com ara Víctor Català, Joan Pons i Massaveu o Josep M. de Sagarra. El 1923 s'integrà dins de la Biblioteca Literària, de la mateixa editorial.

## Títols de la col·lecció

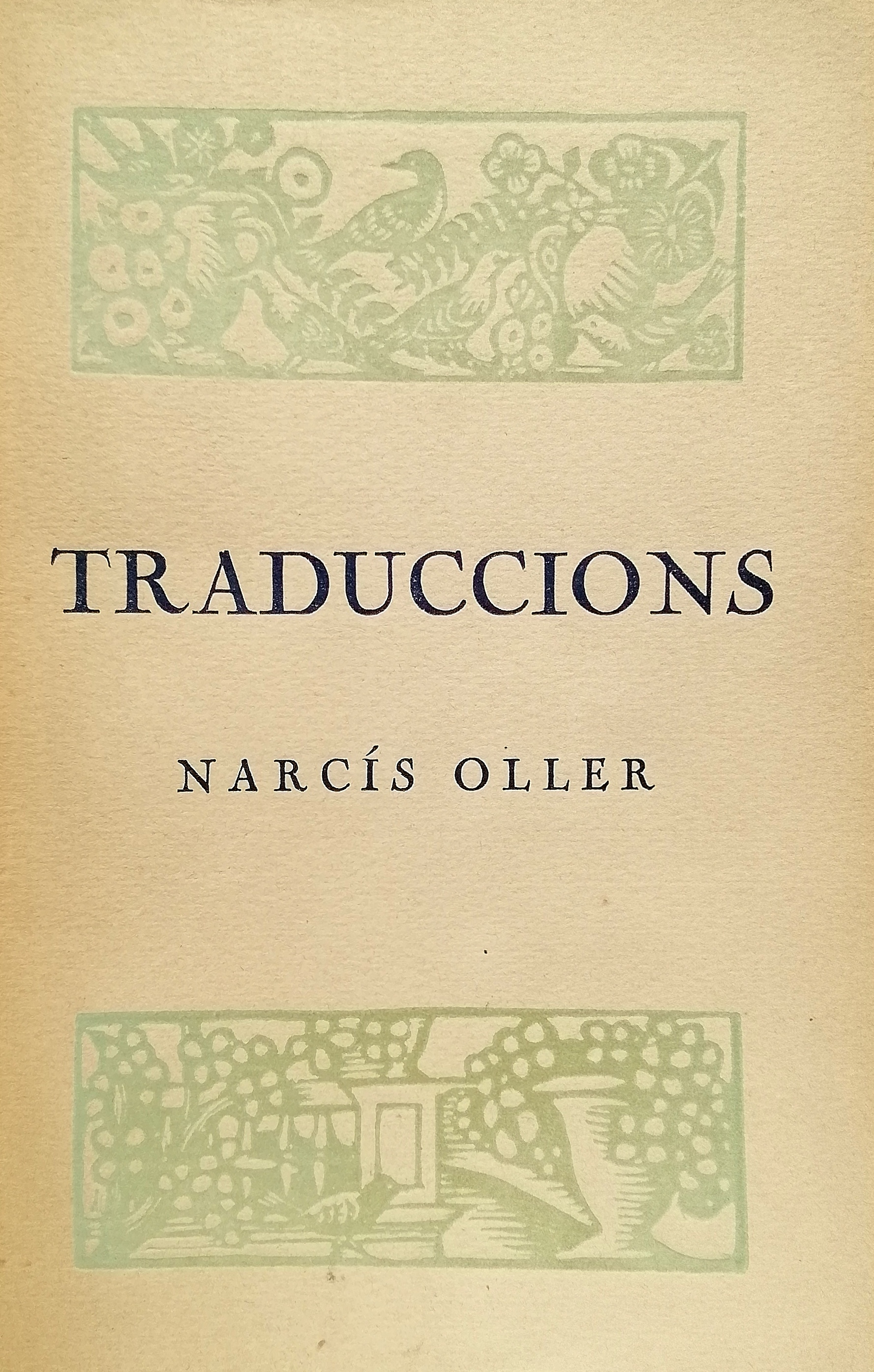
Traduccions (Selectes) de Victor Hugo, Gustave Flaubert, etcètera, per Narcís Oller, publicades a Barcelona l'any 1921

### 1919
- 1. Joan Pons i Massaveu: L'auca de la Pepa
- 2. Josep Roig i Raventós: Argelaga florida
- 3. Josep M. de Sagarra: Paulina Buxareu
- 4. Claudi Planas i Font: En Pere i altres contes
- 5. Josep Morató i Grau: Arran del cingle
- 6-7. Llorenç Riber: Els sants de Catalunya (vol. I i II)
- 8. Raimon Casellas: Llibre d'històries
- 9. Joaquim Ruyra: Pinya de Rosa (vol. I)
- 10. Gabriel Maura: Aigoforts
- 11. Víctor Català: La Mare Balena
- 12. Prudenci Bertrana: Els herois

### 1920
- 13. Carles Riba (editor) : Llegendari català en vers
- 14. Joaquim Ruyra: Pinya de rosa (vol. II)
- 15-16. Carles Riba (editor) : Un Tros de Paper
- 17. Llorenç Riber: Els sants de Catalunya (vol. III)
- 18. Marquès de Camps (Carles de Camps i d'Olzinelles) : Cortal marí
- 19. Marià Vayreda: La punyalada
- 20. Josep Roig i Raventós: Ànimes atuïdes
- 21. Jaume Massó i Torrents: Croquis pirinencs
- 22. Narcís Oller: Traduccions
- 23. Santiago Rusiñol: Proses triades
- 24. Marià Vayreda: Sang nova (vol. I)

### 1921

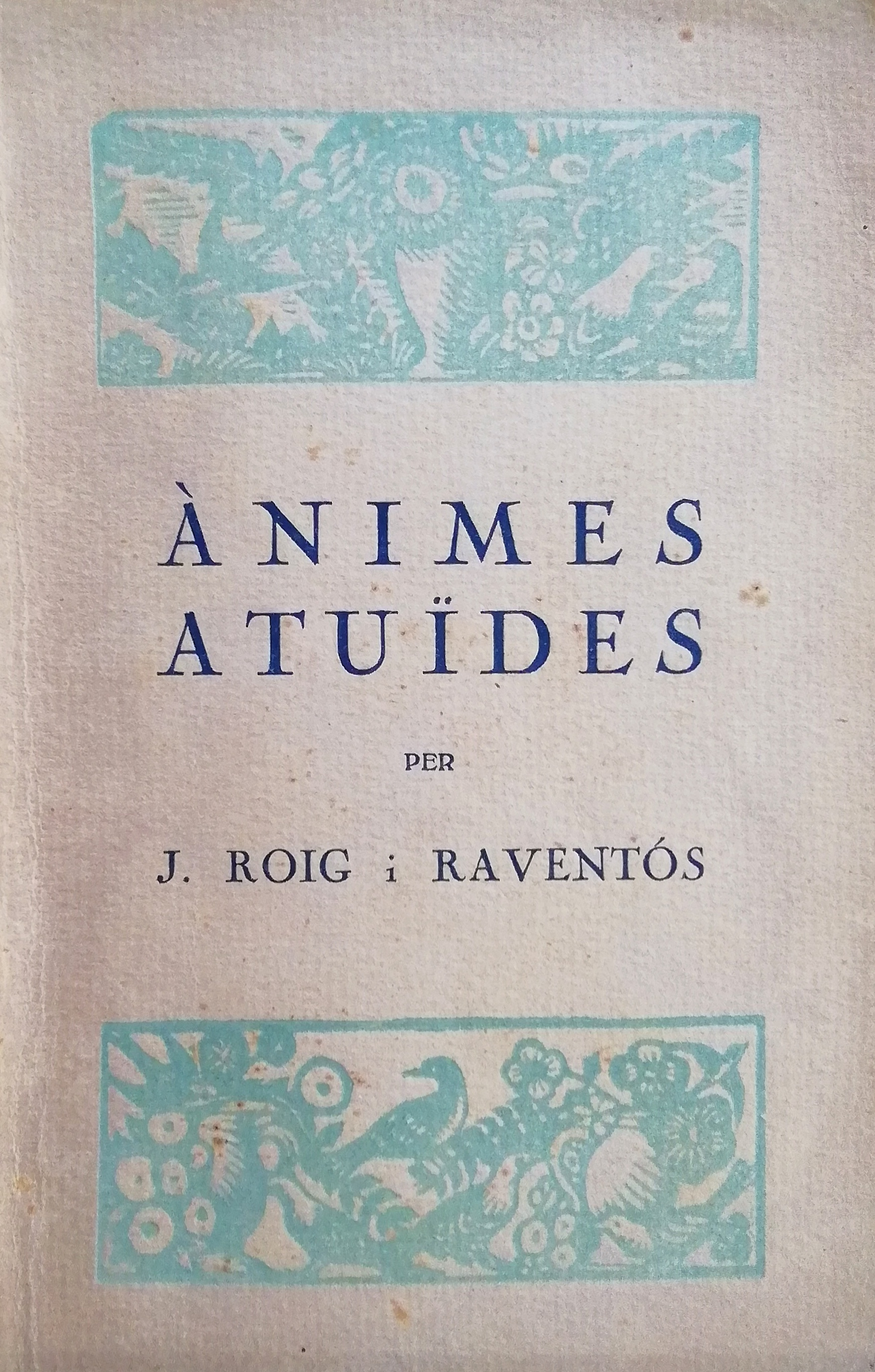
Ànimes Atuïdes, volum publicat l'any 1921

- Ànimes Atuïdes, volum publicat l'any 192125. Marià Vayreda: Sang nova (vol. II)
- 26-27-28. Llorenç Riber: Els sants a Catalunya (vol. IV, V i VI)
- 29. Josep Massó i Ventós: La germana
- 30. Josep Carner: La creació d'Eva i altres contes
- 31. Josep Maria de Sagarra: Poemes i cançons
- 32. Josep Maria López Picó: Lleures barcelonins (vol. 54 de la Biblioteca Literària)
- 33. Francesc Pelagi Briz: La panolla (vol. 55 de la Biblioteca Literària)
- 34. Valeri Serra i Boldú: Aplec de rondalles (vol. 57 de la Biblioteca Literària)
- 35. Alfons Maseras: Setze contes (vol. 59 de la Biblioteca Literària)
- 36. Josep Lleonart: El camí errat